# ایکفورد
ایکفورد (به انگلیسی: Ickford) یک روستا و محله مدنی در بریتانیا است که در الزبری ول واقع شده‌است. ایکفورد ۶۸۰ نفر جمعیت دارد.